# Kuličkový šroub

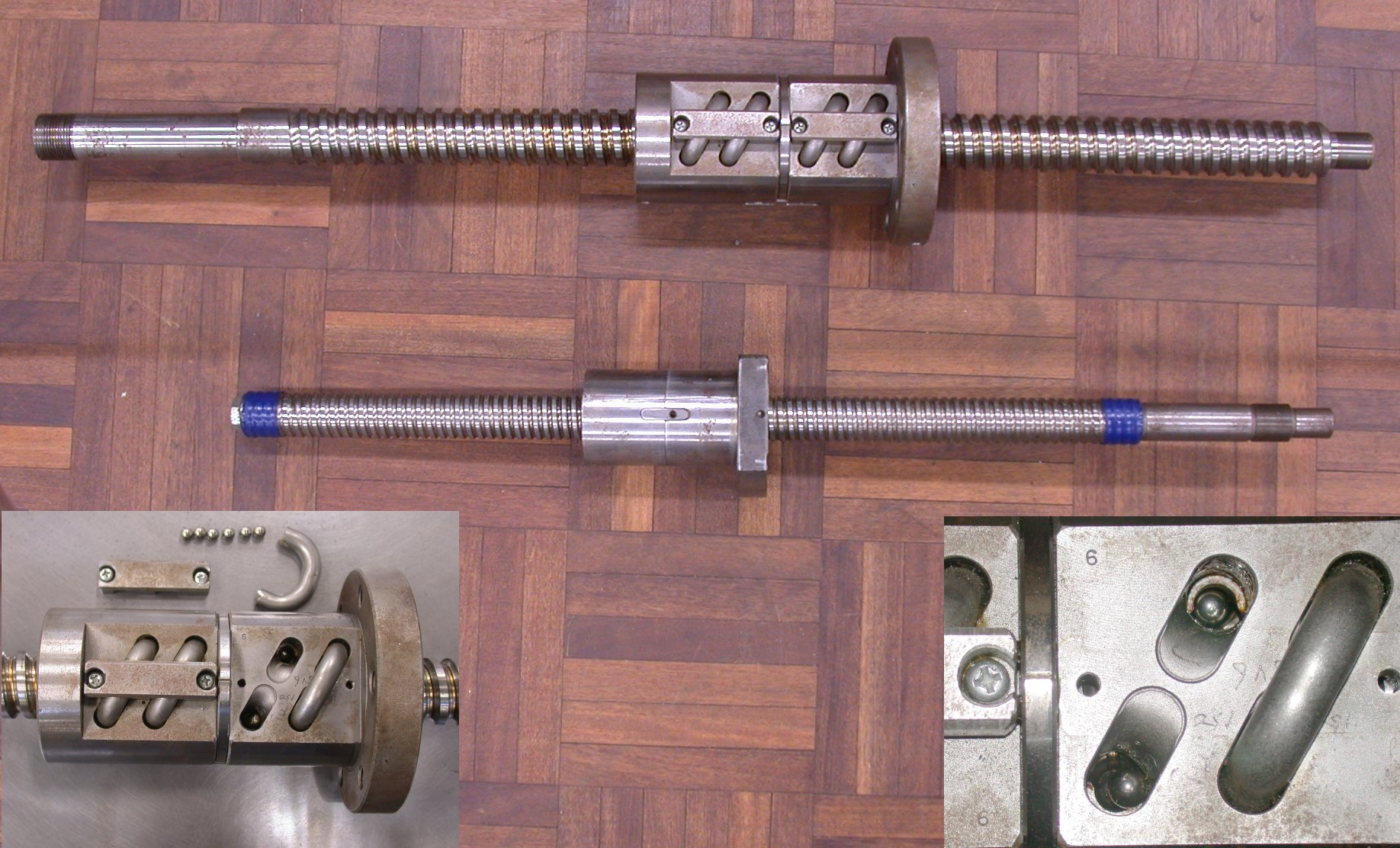
Na obrázku jsou dva kuličkové šrouby včetně zvětšených detailů.

Kuličkový šroub je konstrukční prvek pohybových ústrojí, který převádí rotační pohyb na přímočarý pohyb. V drážce mezi hřídelí a maticí se pohybují kuličky, které vyvolávají lineární pohyb. Kuličkový šroub má v porovnání s běžnými kluznými posuvnými šrouby výrazně vyšší účinnost a nižší potřebný točivý moment, což šetří energii hnacího motoru.
Kuličkové šrouby se často vyrábí z chromové oceli, např. 14 260 (hřídele) a 14 109 (matice). Šroubová drážka na hřídeli kuličkového šroubu se obvykle vyrábí přesným válcováním, přesným broušením nebo okružováním. Matice a závitová část hřídele jsou zakaleny. Mazání kuličkových šroubů zajišťuje buď olej nebo tuk. Obvykle se pro mazání používají převodové minerální oleje a mazací tuky, stejné jako pro mazání valivých ložisek. Kuličkové šrouby vyžadují přesné a tuhé uložení a zabezpečení vysoké rovnoběžnosti kuličkového šroubu a vodicích ploch. Stejně tak uložení maticové jednotky musí zajišťovat dostatečnou kolmost jednotky k podélné ose šroubu. Maticové jednotky musí být zatěžovány pouze v axiálním směru.
Kuličkový šroub může být vybaven integrovaným servomotorem. Kuličkové šrouby se často používají v průmyslu u strojů jako je soustruh, frézka, vrtačka, lis. Dále např. u robotů a lékařských přístrojů. Někdy může být výhodnější řešení s lineárním motorem pracujícím na indukčním principu.

## Bezprašnost
Podobně jako u valivých ložisek dochází ke zvětšení otěru v případě, že kuličkové šrouby pracují v prostředí, v němž se vyskytují nečistoty, jako jsou např. třísky Aby se předešlo případnému poškození kuličkového šroubu, jsou na obou koncích kuličkové matice umístěny stírací ucpávky, které odstraňují tyto nečistoty a zároveň zajišťují, aby mazací olej nebo tuk neunikal z kuličkové matice.